# Yama-B
Masahiro Yamaguchi, ou Yama-B (Wakayama, 2 de Agosto de 1971), é um vocalista, guitarrista e baixista japonês, mais conhecido pela participação na banda Galneryus. Depois do lançamento do álbum Reincarnation, em 2008, deixou a banda alegando diferenças musicais.
Atualmente faz parte das bandas AxBites, Gunbridge, Iron Attack e Rekion.
Em 2013 gravou a nova versão de Soldier Dream, do anime Os Cavaleiros do Zodiaco em dueto com o cantor brasileiro Rodrigo Rossi.

## Discografia

### Gunbridge
- (1998) The Last Highland
- (2000) Gladiator
- (2004) Gunner, The Last Blast / Vital Grain (Single)
- (2007) Jubilant Chorus / 杭と鉄槌 (Split)
- (2010) Privilege / Means to Live (Single)
- (2012) Try to Win / Gunner the Last Blast (Single)
- (2013) Rebellion for the last highland
- (2014) Privilege Of Ten Thousands

### Iron Attack
- (2013) Heaven's Sword)

### Rekion
- (2009) 縛られる者達
- (2010) 刃 進み行く／美しき瓦礫の山 (Single)
- (2012) 冥界 / 結晶 生きた証 (Single)
- (2012) 残像 / 軫 -Mitsukake- (Single)

### Galneryus
- (2002) Rebel Flag (Single)
- (2002) Black Diamond (Single)
- (2003) United Flag (Demo)
- (2003) The Flag of Punishment
- (2005) Advance to the Fall
- (2006) Beyond the End of Despair...
- (2006) Live for Rebirth (DVD)
- (2007) Everlasting (Single)
- (2007) One for All - All for One
- (2008) Alsatia / Cause Disarray (Single)
- (2008) Live for One - Live for All (DVD)
- (2008) Shining Moments (Single)
- (2008) Reincarnation